# Jimena Navarrete
Jimena "Ximena" Navarrete Rosete (sinh ngày 22 tháng 2 năm 1988 tại Guadalajara, Jalisco) là một người mẫu Mexico đến từ bang Jalisco. Cô là Hoa hậu Hoàn vũ 2010, Hoa hậu Hoàn vũ Mexico 2009.
Navarrete đại diện cho Mexico tham dự cuộc thi Hoa hậu Hoàn vũ 2010 được tổ chức tại Las Vegas, Nevada, Hoa Kỳ vào tháng 8 năm 2010. Ximena đã chiến thắng trong cuộc thi này và được trao vương miện bởi Stefanía Fernández, đương kim Hoa hậu Hoàn vũ 2009 đến từ Venezuela.